# 鄭達 (成化進士)
鄭達（1440年—？），字德孚，直隸徽州府歙縣人，民籍，明朝政治人物。進士出身。

## 生平
早年出身國子生，應天府鄉試第四名。成化十四年（1478年）戊戌科會試第二百九十二名，殿試登進士第三甲第一百八十五名。

## 家族
曾祖父鄭洋。祖父鄭道童。父亲鄭福齡。母王氏。永感下。娶方氏，继娶胡氏。